# Objetividad
La objetividad es la cualidad de lo objetivo, de tal forma que es perteneciente o relativo al objeto en sí mismo, con independencia de la propia manera de pensar o de sentir que pueda tener cualquier sujeto que lo observe o considere. Es decir, la objetividad incluiría un conjunto de características que trasciende la subjetividad de un observador.
Por la definición antes dicha, la objetividad es un desideratum (latín para cosa deseada), en cuanto es tratada siempre por sujetos. Sin embargo, existen claros criterios que hacen en mayor grado objetivo o no el discurso sobre algo o alguien. Por ejemplo los criterios de verdad en gnoseología, el principio de realidad en psicología y las tablas de verdad en lógica, o las formulaciones correctas de explicaciones matemáticas dan pautas objetivas. En física, la objetividad es una propiedad intersubjetiva, por la cual diferentes observadores físicos pueden reconocer una serie de características comunes o invariantes.
Un ejemplo de enunciado objetivo típico es: «las hojas de las plantas con clorofila son percibidas visualmente casi siempre de color verde por el Homo sapiens». Por el contrario, un ejemplo típico de enunciado subjetivo, aunque sea válido, es: «las plantas cuyas hojas son de color verde, visualmente son hermosas», ya que el concepto de belleza puede variar considerablemente de un individuo a otro.
La actitud filosófica, antagónica al subjetivismo, caracterizada por conceder primacía al objeto respecto del sujeto se conoce como objetivismo.
En el sentido filosófico de la palabra, sirve para caracterizar:
- un objeto en cuanto objeto,
- el conocimiento o la representación de un objeto,
- el sujeto de ese conocimiento o autor de esa representación.
- En lo que respecta a la jurisprudencia la objetividad se la conceptualiza en las pruebas en un proceso jurídico llamado debido proceso por el Tribunal "juzgador" y para garantizar el debido proceso los tribunales jurídicos para calificar un proceso tienen que ser objetivos sustentando sus decisiones  en las "pruebas de cargo" para respetar el "principio de objetividad"

## Definiciones generales

### Sentido ontológico
El objetivo en sentido ontológico caracteriza a aquello que es propio de un objeto o, con mayor generalidad, aquello que constituye un objeto. Sea en voz pasiva, como mera constatación de algo ya constituido, o en el sentido activo de una objetivación, esto es, el proceso de constitución de un objeto no preexistente.
Se entiende habitualmente por objetividad de un objeto aquello en lo que consiste su realidad. Uno de los criterios más comunes de la objetividad es la independencia respecto de un sujeto cognitivo cualquiera. Tomada en el sentido metafísico de "realidad del objeto", la objetividad es opuesta por un lado a lo que es mera apariencia, ilusión, ficción, y por el otro a lo que es solo mental o espiritual, por contraposición con lo que es físico o material. Pero esa concepción no es necesaria ni del todo evidente.
En efecto, en su mayor generalidad, la objetividad ontológica solamente descansa en la noción de invarianza. Aquello que consideramos real es, antes que nada, algo invariante. Los objetos llamados empíricos o materiales se distinguen por su continuidad espacio-temporal, la intermodalidad (convergencia de los sentidos: vista, oído, etc.), así como otras propiedades físicas que los científicos expresan mediante leyes.

### Sentido epistémico
El concepto de objetividad depende, por un lado, del concepto de objeto que manejamos y, por otro, de las reglas normativas propias del área en cuestión. En ciencia, dichas reglas constituyen la metodología científica propia de cada disciplina.
La objetividad en sentido epistémico no es sinónimo de verdad, aunque a menudo solemos confundir los dos conceptos. Es más bien un "índice de confianza" o de "calidad" de los conocimientos y representaciones.
Tampoco es sinónimo de fidelidad al objeto ("fiel a la realidad"), a pesar de que este sea uno de sus criterios más frecuentemente mencionados, porque los criterios normativos que permiten distinguir lo objetivo de lo que no es, son fijados en cada ámbito por la comunidad de los miembros o expertos del mismo.
Desde Kant la objetividad es definida como validez universal, esto es, validez para todos los hombres, con independencia de su religión, cultura, época o lugar, por contraposición con aquello que vale solo para unos pocos. De modo que la objetividad se opone al relativismo. A partir de los años sesenta, sin embargo, la exigencia de universalidad empieza a ser sustituida por la exigencia de consenso en el seno de la comunidad (científica, cultural,...), separando de este modo diferentes esferas de uso del concepto. Lejos de la concepción estrictamente formal o metodológica que marcó el llamado positivismo lógico, nos aproximamos hoy en día a una concepción mucho más intersubjetiva.
En cuanto a su fundamento normativo, podemos decir que la objetividad epistémica descansa en última instancia en la alteridad del objeto respecto del sujeto, así como en la racionalidad de este. Una racionalidad y una alteridad (la cual se manifiesta en términos de resistencia o de independencia respecto de la voluntad) que tal vez haya que buscar en el ámbito de la acción.

### Sentido ético
El objetivo  de un sujeto está relacionada con planteamientos tanto epistémicos como morales. La encontramos habitualmente formulada en términos de neutralidad, imparcialidad, o impersonalidad. Se trata de un distanciamiento del sujeto respecto de él mismo en aras de acercarse al objeto, desde una concepción en la que objetividad y subjetividad se excluyen mutuamente.
Se supone que para ser objetivo, a la hora de expresar un juicio, el sujeto debe abandonar todo aquello que le es propio (ideas, creencias o preferencias personales) para alcanzar la universalidad, esto es, aquello que Thomas Nagel llamó el "punto de vista de ninguna parte" (the view from nowhere). 
La concepción utópica ("de ninguna parte") de objetividad fue cuestionada, sobre todo a partir de los años 60 y 70 por motivos tanto prácticos como teóricos. Desde ese momento, se considera que objetividad, como lo contrario a lo subjetivo, es dar opiniones o ver las cosas desde un punto de vista general, que considere balancead amente los factores cuantitativo y cualitativos de un tema. Esto es, que evalúe balancead amente todos los puntos de vista importantes sobre un asunto, sin importar el gusto o aversión personal a cualquiera de ellos.

## Objetividad del mundo físico
Una noción física fundamental es la de observador. En todas las teorías físicas se presupone la existencia de algún tipo de realidad objetiva y un número potencialmente infinito de observadores diferentes capaces de observar y medir dicha realidad. La objetividad del mundo material se recoge en las teorías físicas como el axioma de la intersubjetividad de la medida, ese axioma o principio a priori es la afirmación de que aunque «diferentes observadores pueden llegar a medidas diferentes de la misma realidad objetiva, todas ellas son relacionables mediante reglas generales». Este último principio se expresa en la teoría de la relatividad mediante el principio de covariancia, según el cual las ecuaciones fundamentales de la física tienen la misma forma para todos los observadores.
Puede demostrarse que la propiedad de intersubjetividad conduce a que pueden formarse ciertas expresiones matemáticas que relacionan las medidas que son invariantes en forma o forminvariantes para todos los observadores (eso es lo expresado en el principio de covariancia). Esas expresiones matemáticas son precisamente las ecuaciones fundamentales de la física.